# Trap Luv
Trap Luv è un singolo del rapper russo Big Baby Tape, pubblicato il 6 novembre 2019 su etichetta Warner Music Russia.

## Tracce
Testi e musiche di Big Baby Tape, Aleksej Evgen'evič Potechin e Sergej Evgen'evič Žukov.
1. Trap Luv – 2:15

## Classifiche
| Classifica (2019) | Posizione massima |
| ----------------- | ----------------- |
| Estonia           | 16                |
| Lettonia          | 5                 |